# جورج كول
جورج كول (بالإنجليزية: G. D. H. Cole) (و. 1889 – 1959 م) هو اقتصادي، وصحفي، ومؤرخ، وكاتب من المملكة المتحدة، والمملكة المتحدة لبريطانيا العظمى وأيرلندا، ولد في كامبريج، كان عضوًا في حزب العمال، توفي في لندن، عن عمر يناهز 70 عاماً.

## التعليم
تعلم في كلية باليول بجامعة اوكسفورد، ومدرسة القديس بولس ‏.

## روابط خارجية
- جورج كول على موقع الموسوعة البريطانية (الإنجليزية)
- جورج كول على موقع مونزينجر (الألمانية)
- جورج كول على موقع إن إن دي بي (الإنجليزية)